# All Platinum Records
All Platinum Records – grupa wytwórni płytowych działająca w Stanach Zjednoczonych w latach 1968–2000.

## Historia
Grupa założona została w 1968 roku przez piosenkarkę Sylvię Robinson i jej męża, biznesmena Joe Robinsona, który wcześniej pracował w przemyśle muzycznym.
All-Platinum i jej zależne wytwórnie, czyli Stang, Vibration, Turbo and Astroscope, były związane z muzyką soul oraz Rhythm and blues. Wiele nagrań dystrybuowanych przez firmę było rejestrowane w należącej do niej Soul Sound Studios, znajdujących się w Englewood (New Jersey). Przy produkcji płyt brali udział muzycy pracujący w wytwórni.
Przedsiębiorstwo rozpoczęło działalność jako Platinum Records, lecz później dodano prefiks „All”, by uniknąć mylenia z wytwórnią o podobnej nazwie z Miami. Firma, w której Sylvia odpowiadała za działalność kreatywną oraz produkcję, dzięki czemu w latach '70. All Platinum mogło się pochwalić serią przebojów R&B i pop, pomimo że wytwórnia nie była duża i niezależna.

### Chess Records
Firma Robinsonów z pomocą europejskiego koncernu PolyGram, w 1975 roku nabyła byłego konkurenta Chess Records, po tym jak przedsiębiorstwo zbankrutowało. Jednak taki ruch nie okazał się dla małżeństwa sukcesem, ponieważ All Platinum nie było w stanie utrzymać stałej publikacji materiału należącego wcześniej do firmy Chess.

### Sugar Hill Records
W roku 1974 Robinsonowie wprowadzili na rynek nową wytwórnię zależną, Sugar Hill Records, która została powołana do życia jako odpowiedź na szybko rozwijającą się scenę rapu, czy hip-hopu. Po znacznym sukcesie, jaki przyniósł singiel „Rapper's Delight” (1979) Sylvia poświęciła się w pełni nowemu przedsięwzięciu. Kiedy pozostałe wytwórnie zależne przestały przynosić zyski, dołożyła wszelkich starań, by singiel „The Message” (1982) przekuć na sukces. Sugar Hill przestała istnieć w roku 1986, po tym jak doszło do różnicy zdań z dystrybutorami koncernu Music Corporation of America. Bitwa prawna z MCA trwała aż do roku 1991, kiedy strony zawarły ugodę poza sądem, mimo że Robinsonowie nie otrzymali żadnych pieniędzy.

### Koniec studia
Aż do śmierci Joego w 2000, małżeństwo nadal pracowało w studio. Dwa lata później – w 2002 roku Englewood Studios (wtedy pod nazwą Sugar Hill) spłonęły w pożarze, wraz z większością oryginalnych taśm. W 2011 roku Sylvia umarła, w wieku 75 lat.

## Sukcesy wytwórni
- 1971 "Where Did Our Love Go" – Donnie Elbert (#6 R&B, #15 Billboard Hot 100)[10]
- 1973 "Pillow Talk" – Sylvia Robinson (#1 Billboard R&B, #3 Hot 100)[11]
- 1975 "Shame, Shame, Shame" – Shirley & Company (#1 R&B, #12 Hot 100[12], #6 UK Singles Chart[13], #1 Holandia[14])
- 1975 "Girls" – Moments & Whatnauts (#3 UK)[15]
- 1975 "7-6-5-4-3-2-1 (Blow Your Whistle)" – Rimshots (#26 UK)[16]
- 1975 "Sending Out an S.O.S." – Retta Young (#28 UK)[17]
- 1977 "Jack In the Box" – Moments (#7 UK)[18]